# Kuća Ive Duspera
Kuće Ive Duspara je tradicionalna kuća iz osmanskog vremena u Kraljevoj Sutjesci. Etapno je gradio Ivica Dusper, predak današnjih Duspera, vrlo vjerojatno u prvoj polovini 19. stoljeća. Prvi je objekt kakanjske općine stavljen pod zaštitu države kao spomenik kulture od iznimne vrijednosti. 

## Posebnosti
Kuća je posebna po stilu gradnje. Posjeduje dvije verande, zidanu peć, ognjište, te peć s lončićima koja je atrakcija kuće. Kuća je nekada bila vlasništvo Mate Duspera koji je u to vrijeme obnašao dužnost načelnika Kraljeve Sutjeske. Dugi niz godina je pod zaštitom države, a obnovljena je sredstvima Vlade Republike Hrvatske.